# جاد نورالدین
جاد نورالدین (عربی: جاد أحمد نور الدين؛ زادهٔ ۲۷ فوریهٔ ۱۹۹۲) بازیکن فوتبال اهل لبنان است.
از باشگاه‌هایی که در آن بازی کرده‌است می‌توان به باشگاه فوتبال پراک اشاره کرد.
وی همچنین در تیم‌های ملی فوتبال زیر ۲۳ سال لبنان، و لبنان بازی کرده‌است.